# Zé Inácio
José Inácio Sodré Rodrigues, mais conhecido como Zé Inácio (Bequimão, 21 de agosto de 1973) é um advogado e político brasileiro. Filiado ao PT, foi deputado estadual pelo estado do Maranhão.

## Biografia
Formou-se em Direito no curso da Universidade Federal do Maranhão, onde começou sua militância política como membro do PT ainda na juventude.
Como advogado, atuou como como membro da Comissão de Direitos Humanos da Ordem dos Advogados do Brasil (OAB-MA). Foi Delegado do Ministério do Desenvolvimento Agrário (MDA) no Maranhão, de 2005 a 2010.
Entre 2011 e 2014, foi superintendente do INCRA do Maranhão, onde atuou em prol da reforma agrária.

## Vida política
Em 2010, concorreu ao cargo de Deputado estadual do Maranhão, não sendo eleito. Nas eleições de 2014, concorreu ao cargo de deputado estadual, sendo eleito com 35.753 votos, tendo o sido o mais votado em sua cidade natal, Bequimão. Em 2018, foi reeleito ao cargo com 31.603 votos.Em 2022, obteve 25.443 e não conseguiu a reeleição, ficando como primeiro suplente. Assumiu a vaga em março de 2023, com a nomeação do deputado Othelino Neto como secretário estadual.

### Desempenho eleitoral
| Ano  | Cargo                         | Votos  | Resultado  | Ref.   |
| ---- | ----------------------------- | ------ | ---------- | ------ |
| 2010 | Deputado estadual do Maranhão | 7.387  | Não Eleito | [ 7 ]  |
| 2014 | Deputado estadual do Maranhão | 35.753 | Eleito     | [ 4 ]  |
| 2018 | Deputado estadual do Maranhão | 31.603 | Eleito     | [ 8 ]  |
| 2022 | Deputado estadual do Maranhão | 25.443 | Não Eleito | [ 10 ] |